# نيكولا معوض
نيكولا معوض (22 فبراير 1979) ممثل مخرج ومقدم برامج لبناني 

## حياته ومشواره المهني
ولد في عائلة مكونة من أربعة أبناء شقيقته الكبرى «آني» والصغرى «سابين»، وشربل وترتيبه أوسطهم توفي والده ثم والدته بمرض السرطان، درس الهندسة في الجامعة اللبنانية.
بدأ عمله كمقدم برامج شبابية، في عام 2010، من خلال برنامج روتانا كافية على قناة روتانا موسيقى.
شارك في إخراج برامج تلفزيونية عدة، انطلاقته في التمثيل كانت مسلسلات عربية مشتركة  دخل الساحة المصرية من خلال مسلسل ونوس حيث أجاد اللهجة المصرية وجسد شخصية شيخ مسلم يدعى «فاروق» عام 2013 شارك في برنامج رقص النجوم الموسم الأول على شاشة إم تي في اللبنانية لكنه خرج في البرايم الخامس

### حياته الأسرية
في شهر سبتمبر 2018 أعلن خطوبته، من الفنانة لارا رين بعد قصة حب بينهما وفي مايو 2022 رزق بابنته الأولى «سييان»

## أعماله

### الأفلام
- 2013: تقاسيم الحب
- 2021: ماكو
- 2022: Three Thousand Years Of Longing

### المسلسلات
- 2006: قصتي قصة
- 2006: حلم آذار
- 2010: متل الكذب
- 2010: إلى يارا
- 2010: ضحايا الماضي
- 2011: الحب القديم
- 2012: 04
- 2012: روبي
- 2013: لعبة الموت
- 2013: اماليا
- 2014: ياسمينة
- 2014: اخترب الحي
- 2014: وجع الروح
- 2015: أبرياء ولكن
- 2016: ونوس
- 2017: سابع جار
- 2017: حجر جهنم
- 2017: هبة رجل غراب (ج4)
- 2017: الحب الحقيقي (ج1)
- 2018: الحب الحقيقي (ج2)
- 2018: لأنك حبيبي
- 2018: طلعت روحي
- 2018: أمر واقع
- 2019: تشويش
- 2019: المواجهة
- 2019: الباشا
- 2019: بلا دليل
- 2020: العودة
- 2020: خيط حرير
- 2021: ع الحلوة والمرة
- 2023: الثمن
- 2024: الحشاشين
- 2025:الأميرة

### تقديم البرامج
- 2003 - 2010: «روتانا كافيه» على روتانا موسيقى
- «بالأرقام» على إم تي في اللبنانية
- 2013: «برنامج ديني» على سات 7

### الإخراج
- 2005 -2006: : نجم الخليج على تلفزيون دبي
- 2010: حورية المطبخ على قناة فتافيت

## وصلات خارجية
- نيكولا معوض على موقع IMDb (الإنجليزية)
- نيكولا معوض على موقع قاعدة بيانات الأفلام العربية